# Putsch de Küstrin
El Putsch de Küstrin, también conocido como el Buchrucker Putsch, fue una reacción a la resistencia del gobierno alemán a la ocupación de la región del Ruhr el 26 de septiembre de 1923.

## Historia

### Operación
Dirigidos por Bruno Ernst Buchrucker, grupos del Reichswehr negro querían derrocar al gobierno del canciller Gustav Stresemann del Reich y reemplazar la República democrática parlamentaria con un autoritarismo nacional. Otro motivo para el golpe fue la decisión del Reichswehr de disolver los detalles del trabajo, lo que causó que muchos de sus miembros perdieran la vida.

### Fracaso
Las unidades de la Reichswehr impidieron el intento de ocupar Küstrin, una ciudad de guarnición. Buchrucker y otros oficiales fueron arrestados y condenados por alta traición a prisión en una fortaleza o prisión. La mayor parte de los rebeldes pronto fueron liberados y no fueron castigados.

### Fin
Durante un corto tiempo, el golpe de Estado controló la ciudadela y el Fuerte Hahneberg, pero luego se vieron obligados a rendirse a la Reichswehr.